# Liriomyza virginica
Liriomyza virginica är en tvåvingeart som beskrevs av Spencer 1986. Liriomyza virginica ingår i släktet Liriomyza och familjen minerarflugor.
Artens utbredningsområde är Virginia. Inga underarter finns listade i Catalogue of Life.